# Howard Flight, Baron Flight

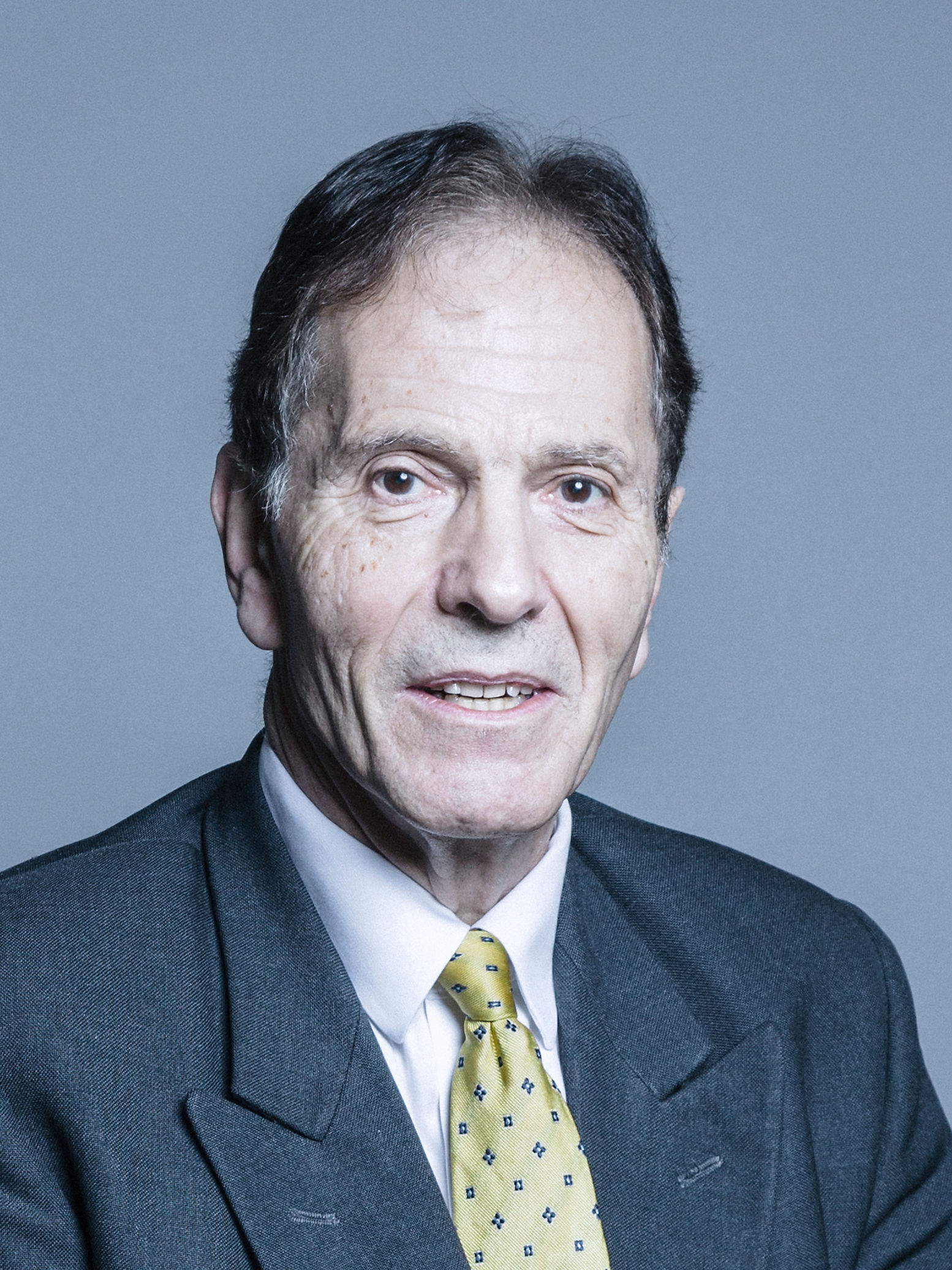
Howard Flight, Baron Flight

Howard Emerson Flight, Baron Flight (* 16. Juni 1948) ist ein britischer Politiker der Conservative Party und als Life Peer Mitglied des House of Lords.

## Jugend und Persönliches
Flight studierte auf der Ross School of Business der University of Michigan. Von 1979 bis 1998 war er Finanzberater und Direktor in verschiedenen Banken. Er ist Autor  von All you Need to know about Exchange Rates (1989), und Herausgeber des Buchs The City in Europe and the World (2005). Seit 1974 ist er verheiratet mit Christabel; sie haben vier Kinder.

## Politische Karriere
Er kandidierte 1974 erfolglos für das Unterhaus im Wahlkreis Bermondsey. Von 1997 bis 2005 war er Abgeordneter im Unterhaus für den Wahlkreis Arundel and South Downs. Er hatte mehrere Posten im Schattenkabinett: 1999–2001 Economic Secretary to the Treasury bis 2001 Paymaster General, schließlich  Chief Secretary to the Treasury.

### Ausgabenkürzungsaffäre
Flight trat am 24. März 2005 als stellvertretender Vorsitzender der Conservative Party zurück, nachdem eine Aussage von ihm an die Öffentlichkeit kam, die bei einem Kongress der Konservativen heimlich aufgezeichnet worden war. Er hatte geäußert, dass es unter einer Regierung der Konservativen zu deutlich mehr Ausgabenkürzungen kommen würde, als sie es während des Wahlkampfs sagten. Der Vorsitzende der Konservativen Michael Howard entließ Flight aus seinem Posten als Whip und gab bekannt, dass er 2005 nicht mehr als Kandidat für den Wahlkreis Arundel and South Downs aufgestellt werde. Flight wollte dies nicht akzeptieren und sagte, nur der Ortsverband habe das Recht, ihn abzuwählen. Am 29. März 2005 gab er bekannt, dass ihm eine Stellungnahme eines Kronanwalts vorläge, die seine Ansicht bestätige. Der Ortsverband Arundel and South Downs weigerte sich auch zunächst, einen neuen Kandidaten zu suchen, lenkte aber schließlich ein. Flight bestätigte, dass er nicht als Unabhängiger antreten werde und er auch nicht gegen seine Abwahl durch den Ortsverband vorgehen werde.

### Wahlen
Am 6. April stimmte er zu, nicht mehr als Kandidat anzutreten, und die Partei begann, einen neuen Kandidaten zu suchen. Der aufgestellte Kandidat Nick Herbert gewann bei der Wahl. 
Flight wurde auf die A-List der Konservativen für die Wahl 2010 gesetzt, es langte aber nicht, ihm einen Sitz zu sichern. Am 19. November 2010 wurde bekanntgegeben, dass Flight zum Life Peer erhoben werde und für die Conservative Party in das House of Lords einziehe. Sein voller Titel lautet Baron Flight of Worcester in the County of Worcester.